# Debra Messing
Debra Lynn Messing (Brooklyn, 15 de Agosto de 1968) é uma atriz norte-americana, mais conhecida por interpretar Grace Adler na sitcom Will & Grace.

## Biografia

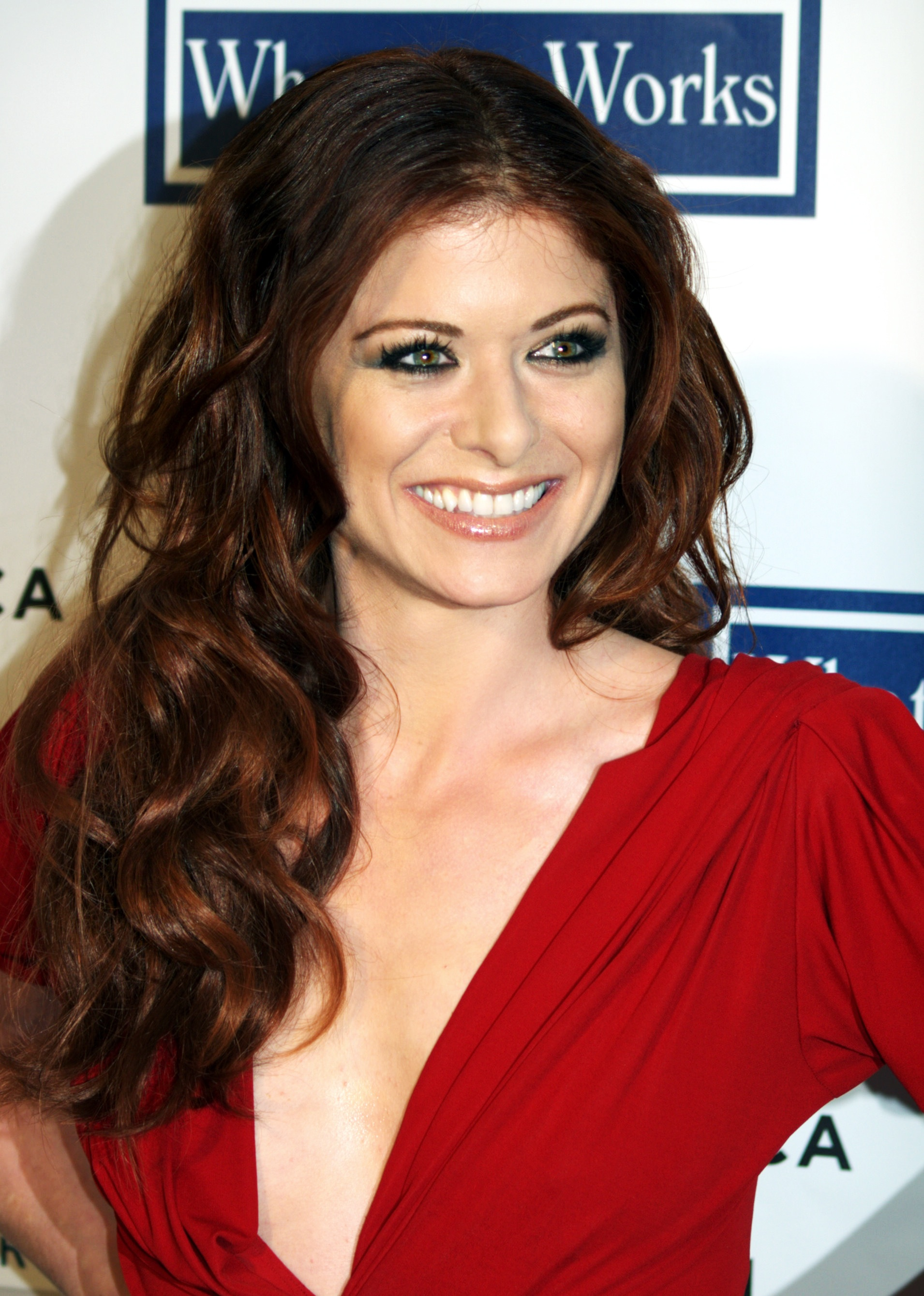
Debra no Festival de Cinema de Tribeca em 2009.

Nascida numa família hebraica em Brooklyn, Nova Iorque, mudou-se aos três anos com a família para uma pacata cidade nos arredores de Providence, Rhode Island. Seu pai, Brian Messing, é um executivo de vendas para uma fábrica de jóias; sua mãe, Sandy Messing, já trabalhou como cantora profissional, bancária, agente de viagem e corretora de imóveis.
Ainda nova, Messing teve aulas de dança, canto e teatro. Enquanto seus pais a apoiaram no seu sonho de atriz, eles a pressionaram a formar-se antes de tentar a vida como atriz somente. Seguindo o conselho dos pais, Debra cursou artes na Brandeis University em Waltham, Massachusetts. No seu penúltimo ano de faculdade, ela estudou teatro no prestigiado British European Studio Group of London, em Londres, o que a motivou a perseguir seu sonho mais que nunca.
Antes de estrelar Will & Grace, Debra Messing foi protagonista da série Ned and Stacey, que coincidentemente divide um apartamento com um homem, mas no caso, Ned não era gay. Além desta série, também participou em dois episódios de Seinfeld.

## Filmografia
- Wise Guys - 2024
- Bros - 2022
- 13 (Musical) - 2022
- A Aventura da Minha Vida - 2020
- Irresistível - 2020
- Searching - 2018
- Albion: O Garanhão Encantado - 2016
- Like Sunday, Like Rain - 2014
- Mulheres…O Sexo Forte - 2008
- Nothing Like the Holidays - 2008
- Bem-Vindo ao Jogo - 2007
- O Bicho vai Pegar (voz) - 2006
- Muito Bem Acompanhada - 2005
- Quero Ficar com Polly - 2004
- Garfield - O Filme (voz) - 2004
- Dirigindo no Escuro - 2002
- A Última Profecia - 2002
- Jesus - 1999
- Celebridades - 1998
- Marujos Muito Loucos - 1997
- Caminhando nas Nuvens - 1995

### Televisão
- Match Game - 2016
- Dirty Dancing (telefilme) - 2016
- Jeopardy! - 2015
- The Mysteries of Laura - 2014 - 2015
- Smash - 2012 - 2013
- Law & Order: SVU (participação especial) - 2011
- Descasada - 2007
- The 62nd Annual Golden Globe Awards - 2005
- King of the Hill (voz) - 2002
- Seinfeld - 1996 - 1997
- Will & Grace - 1998 - 2006; 2017 - 2019
- NYPD Blue - 1993

## Teatro
- A Matter of Wife and Death - 1997
- Derek - 1997
- Collected Stories - 1997
- The Naked Truth - 1994
- Four Dogs and a Bone - 1993/1994
- The Importance of Being Earnest - 1993
- No, No Nanette - 1988
- Anything Goes - 1988

## Prêmios e Indicações
- Emmy Awards
- 2003 Melhor Atriz em Série de Comédia - Will & Grace - Venceu
- Globo de Ouro
- 1999 Melhor Atriz em Série de Comédia ou Musical - Will & Grace - Indicada
- 2000 Melhor Atriz em Série de Comédia ou Musical - Will & Grace - Indicada
- 2001 Melhor Atriz em Série de Comédia ou Musical - Will & Grace - Indicada
- 2002 Melhor Atriz em Série de Comédia ou Musical - Will & Grace - Indicada
- 2003 Melhor Atriz em Série de Comédia ou Musical - Will & Grace - Indicada
- 2004 Melhor Atriz em Série de Comédia ou Musical - Will & Grace - Indicada
- 2008 Melhor Atriz em Série de Comédia ou Musical - A-Ex - Indicada
- SAG Awards
- 2000 Melhor Atriz em Série de Comédia - Will & Grace - Indicada
- 2000 Melhor Elenco em Série de Comédia - Will & Grace - Venceu
- 2001 Melhor Elenco em Série de Comédia - Will & Grace - Indicada
- 2002 Melhor Elenco em Série de Comédia - Will & Grace - Indicada
- 2003 Melhor Atriz em Série de Comédia - Will & Grace - Indicada
- 2003 Melhor Elenco em Série de Comédia - Will & Grace - Indicada
- 2004 Melhor Elenco em Série de Comédia - Will & Grace - Indicada